# Minotetrastichus prolongatus
Minotetrastichus prolongatus är en stekelart som beskrevs av Graham 1987. Minotetrastichus prolongatus ingår i släktet Minotetrastichus och familjen finglanssteklar.
Artens utbredningsområde är:
- Tyskland.
- Sverige.

Arten är reproducerande i Sverige. Inga underarter finns listade i Catalogue of Life.